# ケモノな私と酔いませんか?
『ケモノな私と酔いませんか？』（ケモノなわたしとよいませんか）は、色意しのぶによる日本の漫画作品。『月刊キスカ』（竹書房）にて、2020年2月号から2021年8月号まで連載された。2021年5月には「竹書房×インクルーズが贈るLINE着せかえシリーズ第11弾」として、本作のLINE着せかえが発売されている。

## あらすじ
サラリーマンのトモノリが仕事から帰宅するとそこには隣の部屋の住人のアキさんが。アキさんは平日祝日、昼夜問わずトモノリの部屋にお酒を飲みに来る。そんなアキさんは実はお酒を飲むために異世界から来たケモ耳お姉さんだったのだ。そんなトモノリとアキさん、異世界から来た様々なケモ耳お姉さん達がお酒を酌み交わす物語である。

## 登場人物
トモノリ
サラリーマン。毎日遅くまで仕事をしている。日本酒への愛が強く、知識も豊富。
アキ
トモノリの隣の部屋に住む住人。異世界からお酒を飲みに来たケモ耳お姉さん（獣人）である。それ以外の素性はわからない。酒癖はあまり良くなく、酔うと「絡み酒」になる。

## 書誌情報
- 色意しのぶ『ケモノな私と酔いませんか？』竹書房 〈バンブーコミックス〉、全3巻
  1. 2020年7月27日発売[3][4]、ISBN 978-4-8019-7006-9
  2. 2021年4月30日発売[5]、ISBN 978-4-8019-7310-7
  3. 2021年9月9日発売[6]、ISBN 978-4-8019-7426-5